# Diabetes tipo MODY
La diabetes tipo MODY (del acrónimo en inglés Maturity Onset Diabetes of the Young - La diabetes de inicio en la madurez de los jóvenes-) es un tipo de diabetes con características similares a las de la diabetes tipo 2 y afecta principalmente a pacientes menores de 25 años. Se caracteriza por tener una herencia autosómica dominante, es decir, al menos tres generaciones de una misma familia pueden padecer la enfermedad. Se puede controlar sin insulina al menos en los 5 años posteriores al diagnóstico. Se conocen al menos 13 genes implicados de diabetes MODY. La mayoría de ellos son factores de trascripción que intervienen en el desarrollo embrionario. Según el gen implicado, se puede clasificar en distintos subtipos. Las formas MODY 2 y MODY 3 son las más frecuentes.

## Etiopatogenia
La diabetes tipo MODY es una forma de diabetes monogénica donde un solo gen en cada subtipo está afectado por una o varias mutaciones. Se caracteriza por una transmisión autosómica dominante, por la aparición temprana antes de los 25 años de edad (generalmente en la infancia y adolescencia) y por asociarse a defectos de la célula β que limitan la secreción de insulina.
| Cuadro comparativo entre MODY y diabetes tipo 2          |                                                         |                                                                |
| Característica                                           | MODY                                                    | Diabetes tipo 2                                                |
| Herencia                                                 | Monogénica, autosómica dominante                        | Poligénica                                                     |
| Edad de aparición                                        | Infancia, adolescencia, juventud (antes de los 25 años) | Adultez (46-60 años); a veces, en adolescencia (por obesidad). |
| Penetrancia                                              | 80-90 %                                                 | Variable (10-40 %)                                             |
| Sobrepeso/obesidad                                       | No                                                      | Sí, frecuentemente                                             |
| Síndrome metabólico (hipertensión,obesidad,dislipidemia) | No                                                      | Sí, frecuentemente                                             |

## Epidemiología
La diabetes tipo MODY es mucho menos frecuente que la tipo 2, ya que solo representa entre el 2 y 5 % del total de los casos de diabetes, aunque muchas veces está sin diagnosticar.
La prevalencia relativa de los diferentes subtipos de MODY varía considerablemente en los estudios de familias con esta enfermedad de distintas poblaciones. El subtipo MODY 2 representa entre el 8 y 63 % de los casos, y el MODY 3, entre el 21 y 64 %. Los demás subtipos son trastornos inusuales que pocas familias padecen, mientras que otros loci desconocidos, únicos o múltiples (MODY X) representan entre el 16 y 45 % de los casos de MODY. Esta diferencia de resultados puede deberse a divergencias en el trasfondo genético de las poblaciones o a un sesgo de determinación en la selección de las familias.
La manifestación clínica de los subtipos genéticos de MODY varía de acuerdo a la gravedad del déficit insulínico, evolución, grado de hiperglucemia, frecuencia de complicaciones microvasculares y existencia de otras alteraciones asociadas con la diabetes.

## Subtipos

### MODY 1
Debida a mutaciones del gen HNF-4a. Factor de transcripción que regula positivamente HNF1-a, por eso presenta muchas características clínicas comunes con MODY 3. Hay un deterioro progresivo de la tolerancia a la glucosa y una alteración de la respuesta a glucagón y pirofosfato ya que se afectan también las células α. En estos enfermos las células beta disminuyen su respuesta a partir de concentraciones de glucosa de 7 mM. Entre el 30 y el 40 % de estos necesitarán tratamiento con insulina.

### MODY 2
En este caso el defecto no se encuentra en un factor de transcripción sino en distintas mutaciones del gen de la glucosa cinasa que provocan una disminución de su actividad fosforiladora. Es una diabetes que raramente presenta síntomas y no necesita tratamiento específico, excepto en el embarazo. Presentan una secreción de insulina en respuesta a glucosa retardada y un menor incremento de glucógeno hepático.
Se han descrito también mutaciones inactivantes de este gen en homozigosis que causan una diabetes neonatal permanente, así como mutaciones activadoras en heterozigosis que causan hipoglucemia hiperinsulémica persistente en la infancia. La diabetes neonatal tiene una prevalencia de 1 entre 300000 nacimientos y también puede ser debida a mutaciones en alguna de las subunidades del canal de K+ dependiente de ATP (implicado en la señalización de la célula beta pancreática) que provocan alteraciones en la secreción de insulina. Dependiendo de la región donde esté la mutación esta diabetes neonatal será permanente o transitoria.

### MODY 3
Debida a mutaciones en el gen HNF-1a, factor de transcripción expresado en el páncreas, hígado y riñón. Interviene en el desarrollo embrionario y está regulado por sí mismo o por HNF-4a (causante de MODY 1).
Los afectados presentan una glucemia normal hasta los 10 años, luego hay un deterioro de la tolerancia a glucosa, hecho que causa una necesidad de tratamiento (dieta, hipoglucemiantes o insulina). Este es el tipo más frecuente en la población adulta de procedencia hospitalaria.
Estos enfermos, como todos los que tienen afectados factores de transcripción involucrados en MODY, tienen un deterioro en la función beta pancreática al largo de su vida, de forma que a los 30 años ya tienen una evidente disminución de la secreción de insulina. Por eso, los MODY 2 (que tienen afectada la glucoquinasa) presentan una concentración de glucosa en ayuno que prácticamente no cambia con la edad, mientras que en los MODY 3 se observa un incremento progresivo que hace que a los 30 años ya presenten concentraciones de glucosa muy elevadas.

### MODY 4
Causada por mutaciones en el gen IPF-1, implicado en el desarrollo pancreático y en la regulación de la expresión del gen de la insulina, glut-2 y glucosa cinasa. Si las mutaciones están en homozigosis hay agenesia pancreática. Tiene prevalencia y penetrancia baja y solo requiere tratamiento con insulina en el 30 % de los casos.

### MODY 5
Debida a mutaciones en el gen HNF-1Beta, es un factor de transcripción nuclear que funciona como homodímero o como heterodímero con HNF-1a. Las características clínicas son muy variables y dependen de la familia. Se presenta asociada a quistes renales (mutaciones de este gen son una causa importante de enfermedad renal), disgenesia biliar y agenesia gonadal.

### MODY 6
Mutación en Beta 2/Neuro D1, un factor de transcripción, cuyo locus se encuentra en el brazo largo del cromosoma 2. Expresión tisular: páncreas, intestino, SNC.

## Análisis genético
A menudo es difícil el diagnóstico del gen implicado ya que los factores de transcripción afectados en este tipo de diabetes pueden estar inα (a su vez este regula HNF-1α y HNF-1β), IPF-1 y Neuro D1 que tienen distintas dianas que afectan el metabolismo, el desarrollo de células beta o el recambio proteico y por eso pueden ser causantes de diabetes MODY. Aun así, cuando sea posible, el análisis genético facilita un diagnóstico precoz que permite hacer un pronóstico dependiente del factor genético, haciendo posible un tratamiento específico. La metodología que se sigue se basa en aislar el ADN de leucocitos y amplificar por PCR los exones a estudiar (de los que se conocen mutaciones). Estos fragmentos amplificados se analizan por SSCP, aunque este método tiene el inconveniente de la posible perdida de algún caso, ya que hay aproximadamente un 5 % de falsos negativos. Los fragmentos mutados se pueden secuenciar a posteriori para conocer exactamente la mutación que provoca el fenotipo observado.

### Diagnóstico diferencial[8]
- Diabetes mellitus tipo 1
- Diabetes mellitus tipo 2
- Pancreatitis crónica
- Fibrosis quística
- Cetoacidosis diabética (CAD)
- Nefropatía diabética
- Trastornos de los tejidos diana
- Trastornos endocrinos
- Tratamientos con glucocorticoides
- Resistencia a la insulina
- Nefropatía por plomo
- Glucosuria no diabética
- Glucosuria renal
- Hiperglucemia secundaria